# 의령 유곡리 고분군
의령 유곡리 고분군(宜寧 柳谷里 古墳群)은 경상남도 의령군 지정면 유곡리 산146임 외 6필지에 있는 고분이다. 2018년 7월 12일 경상남도의 기념물 지정 예고되었다.

## 지정 예정사유
의령 유곡리 고분군은 대형의 봉토분과 석곽묘가 확인된 5-6세기대 대규모의 고분군이다. 수습 유물로 보면 이른 단계인 5세기 중엽 경까지는 창녕계 유물이 주로 출토되고, 5세기 후엽~6세기 중엽 경에는 대가야계 유물이 주로 출토되고 있다.
유곡리 고분군은 낙동강 서안에서 대가야의 군사적 활동과도 연계되어 있을 것으로 파악되어 가야와 신라의 국경선과 관련해서도 중요한 유적이므로 도 기념물로 지정하여 보존 관리하고자 한다.